# Внешняя политика Гаити
Внешняя политика Гаити — это общий курс Гаити в международных делах. Внешняя политика регулирует отношения Гаити с другими государствами. Реализацией этой политики занимается министерство иностранных дел Гаити.

## История
На протяжении всей истории во внешней политике страны превалировала частичная изоляция. В XVIII веке на Гаити произошла революция, в результате чего страна получила независимость от Франции, но правительства других рабовладельческих стран проигнорировали этот факт и не признавали Республику Гаити в первой половине девятнадцатого века. В Соединённых Штатах Америки вопрос о признании Гаити вызвал острые споры между аболиционистами, которые выступали за признание, и рабовладельцами, которые яростно выступали против такого шага. Однако, после начала Гражданской войны президент США Авраам Линкольн распорядился признать независимость Гаити. В начале XX века Гаити стала предметом интереса для великих держав из-за своего стратегического положения. Конкуренция между Соединенными Штатами, Германией, Францией и Великобританией, что в итоге привело к оккупации Гаити вооружёнными силами США. Последующая политика самоизоляции Гаити вытекала из культурной и языковой уникальности страны, её экономической неразвитости и международного осуждения режима президента Франсуа Дювалье.
США и Гаити поддерживают отношения на протяжении длительного периода времени. Гаитяне воспринимали экономические связи с Соединёнными Штатами как жизненно важные. Соединенные Штаты были основным торговым партнером Гаити по экспорту и импорту товаров, а также важнейшим источником иностранной помощи и главной целью для гаитянской эмиграции. На Гаити функционировали частные социальные учреждения из Соединённых Штатов. Сборочная промышленность Порт-о-Пренса была тесно связана с экономикой Соединённых Штатов. Экономическое и политическое влияние Соединенных Штатов на Гаити было более сильное, чем влияние любой другой страны. Тем не менее, дипломатический интерес США к этой стране был минимальным. Интерес Вашингтона к Гаити проистекает в основном из-за близости этой страны к Панамскому каналу и Центральной Америке. Гаити также контролирует Наветренный пролив, который способна легко перекрыть, нарушив судоходство в регионе. В XIX веке Соединённые Штаты рассматривали вопрос о создании военно-морской базы на территории Гаити. Во время Первой мировой войны Соединенные Штаты оккупировали Гаити вместе с рядом других стран Вест-Индии и Центральной Америки. С 1960-х годах Вашингтон рассматривал Гаити как антикоммунистический оплот, отчасти из-за близости страны к Кубе. Франсуа Дювалье пользуясь враждебностью Соединенных Штатов к кубинскому лидеру Фиделю Кастро, а также опасениями США насчет расширения коммунизма в Вест-Индии, не позволял правительству Соединенных Штатов оказывать чрезмерное давление на его собственный режиму.
В 1980-х годах Соединенные Штаты проявили особый интерес к пресечению незаконной иммиграции из Гаити, а также попытались сократить поток поставок наркотических средств из этой страны. С 1970-х годов до 1987 года объём оказанной помощи Гаити от Соединенных Штатах неуклонно рос. Однако, после волнений в стране в ноябре 1987 года президент Соединенных Штатов Рональд Рейган приостановил оказание помощи Гаити. В августе 1989 года президент США Джордж Буш возобновил оказание продовольственной помощи Гаити в размере 10 млн. долларов США, поскольку правительство Проспера Авриля добилось прогресса в проведении свободных выборов и согласилось сотрудничать в борьбе с международным незаконным оборотом наркотиков.
Доминиканская Республика является второй по важности страной для Гаити, поскольку страны имеют общую границу, но при этом испытывают друг к другу амбивалентные чувства. Гаити поставляла дешевую рабочую силу в Доминиканскую Республику, в основном для сбора урожая сахарного тростника. В течение многих поколений гаитяне неофициально пересекли границу Доминиканской Республики в поисках работы. По оценкам, в Доминиканской Республике проживало около 250 000 жителей гаитянского происхождения. Большой приток чернокожего населения с соседней страны побудил президента Доминиканской Республики Рафаэль Трухильо организовать печально известную резню гаитян в 1937 году. Вопрос демаркации государственной границы также являлся предметом спора. Доминиканские товары занимали определенные ниши в экономике Гаити, что подрывало производство определенных видов товаров на Гаити и сокращая их потребление на внутреннем рынке. Кроме того, изгнанные гаитянские политики охотно искали убежища в Доминиканской Республике, и пользуясь поддержкой этой страны предпринимали усилия для свержения действующего правительства Гаити. Связи Гаити с другими странами Вест-Индии были ограниченными. Исторически сложилось так, что Великобритания и Франция стремились ограничить контакты между их колониями и Гаити, чтобы препятствовать формированию движения за независимость. Культурная и лингвистическая самобытность Гаити также препятствовала налаживанию близких отношений со странами региона. В 1989 году Гаити не являлась членом Карибского сообщества и Ломейских конвенций, хотя в обоих случаях гаитянские политики участвовали в переговорах о членстве. Гаити также поддерживает отношения со странами Латинской Америки.
Для Гаити важно поддержание хороших отношений со странами, предоставляющими ей гуманитарную помощь, особенно Франция, Канада и Германия. Гаити поддерживает особые культурные связи с Францией, хотя они не являются основными торговыми партнерами. Гаити также поддерживает благоприятные отношения с канадской провинцией Квебек, одним из немногих франкоговорящих регионов в Западном полушарии. Большинство из гаитянских эмигрантов в Канаде живут в Квебеке, а также большинство канадских фирм работающих на Гаити также прибыли туда из Квебека.
Гаити является членом Организации Объединённых Наций, Организации американских государств, Межамериканского банка развития, Международного валютного фонда и Генерального соглашения по тарифам и торговле.